# Наталија Наришкина
Наталија Кириловна Наришкина (рус. Наталья Кирилловна Нарышкина, рођена 1. септембра 1651, умрла 4. фебруара 1694) била је руска царица од 1671. до 1676. као друга жена цара Алексеја I. Касније је била регент Руског царства, као мајка руског цара Петра Великог.

## Биографија
Наталија је рођена у племићкој породици татарског порекла од оца Кирила Наришкина (1623-1691) и мајке Ане Леонтијеве. Одрасла је у кући бољара Артамона Матвејева, због чега је била знатно образованија од осталих савременика и прозападно оријентисана. Била је изузетно лепа и због тога је била на оку многим племићима. Прича о њеној лепоти дошла је и до руског цара коме је управо била преминула прва супруга. Постала је друга супруга Алексеја Михајловича 22. јануара 1671. године, иако је имала свега 19 година, док је цар имао 41. Имали су троје деце, будућег цара Петра, принцезу Наталију која је основала прво јавно позориште у Русији и принцезу Теодору. Да би осигурала трон за свога сина Петра, са браћом и патријархом ефикасно су контролисали власт. Након смрти Алексеја, на престо долази Фјодор, царев син из првог брака. Он као и његов брат Иван су маћеху Наталију третирали као своју мајку.
Након смрти Фјодора, њен 10-годишњи син Петар је постао цар. Она је постала регент са њеним хранитељем Артамоном Матвејевим који се вратио из изгнанства, као њеним саветником. Међутим током побуне Стрелаца 15. маја 1682. године убијена су њена браћа и Матвејев, а њен отац је био присиљен да постане монах у манастиру. Пубуну је иницирала породица друге жене Алексеја, Марије Милославскаје, имајући за циљ да постави Петровог полубрата Ивана за владара. Након тако извршеног противудара Иван и Петар су проглашени царевима, док је Иванова рођена сестра Софија Алексејевна проглашена за савладарку са титулом регенткиње. Од тада Наталија је живела оскудно добијајући симболичну помоћ од Софије и значајнију само од цркве. Живела је у летњој палати недалеко од Москве заједно са сином Петром, иако је он формално био савладар са Иваном фактички је био потпуно склоњен из власти. У августу 1689. Петар је заједно са полубратом Иваном сменио Софију. Наталија се враћа са одређеном улогом у суду, а њен брат Лав Наришкин је остављен као министар спољних послова. Иван убрзо бива скрајнут што због агилности младог Петра што због своје болести. Петар је врло строго казнио све Софијине присталице које су могле да му угрозе власт, а Софију послао у манастир. Наталија је са друге стране била заговорница традиционалних вредности док је Петар био посвећен напретку. Наталија је за свог сина нашла добру прилику за женидбу у виду Јевдокије Лопухине.

## Породично стабло
|  |                             |  |  |  |  |  |  |  |  |  |  |  |  |  |  |  |
|  | Полукт Иванович Наришкин    |  |  |  |  |  |  |  |  |  |  |  |  |  |  |  |
|  |                             |  |  |  |  |  |  |  |  |  |  |  |  |  |  |  |
|  |                             |  |  |  |  |  |  |  |  |  |  |  |  |  |  |  |
|  | Кирил Полуктович Наришкин   |  |  |  |  |  |  |  |  |  |  |  |  |  |  |  |
|  |                             |  |  |  |  |  |  |  |  |  |  |  |  |  |  |  |
|  |                             |  |  |  |  |  |  |  |  |  |  |  |  |  |  |  |
|  | Наталија Наришкина          |  |  |  |  |  |  |  |  |  |  |  |  |  |  |  |
|  |                             |  |  |  |  |  |  |  |  |  |  |  |  |  |  |  |
|  |                             |  |  |  |  |  |  |  |  |  |  |  |  |  |  |  |
|  | Леонти Дмитревич Леонтиев   |  |  |  |  |  |  |  |  |  |  |  |  |  |  |  |
|  |                             |  |  |  |  |  |  |  |  |  |  |  |  |  |  |  |
|  |                             |  |  |  |  |  |  |  |  |  |  |  |  |  |  |  |
|  | Ана Леонтиева               |  |  |  |  |  |  |  |  |  |  |  |  |  |  |  |
|  |                             |  |  |  |  |  |  |  |  |  |  |  |  |  |  |  |
|  |                             |  |  |  |  |  |  |  |  |  |  |  |  |  |  |  |
|  | Параскева Ивановна Ревскаја |  |  |  |  |  |  |  |  |  |  |  |  |  |  |  |
|  |                             |  |  |  |  |  |  |  |  |  |  |  |  |  |  |  |
|  |                             |  |  |  |  |  |  |  |  |  |  |  |  |  |  |  |